# 宋祺武
宋 祺武（そう きぶ、拼音：Sòng Qíwǔ、2001年 -）は中華人民共和国四川省資陽市雁江区出身のスキージャンプ選手である。彼はもともと陸上競技のハードル選手であり、四川省中学生陸上競技選手権の男子400メートルハードルで準優勝の経験がある。その後2018年にスキーに転向し、2020-2021年シーズンの全国スキージャンプ選手権の最初のジャンプで141.5メートルの飛躍を見せ、中国人男子選手の最長不倒距離記録を更新した。競技自体も男子ラージヒルとノーマルヒル双方で優勝した。

## 脚註
1. ↑  杨蜀丹 (2021年3月9日). “从“半路出家”到“半路转型” 资阳小伙在全国跳台滑雪锦标赛上摘得4金”. 四川在线.  オリジナルの2021年8月22日時点におけるアーカイブ。 2021年8月22日閲覧。
2. ↑  “从田径转跳台滑雪 宋祺武：刚开始跳时想着活得下来就行”. 央視新聞. (2021年7月19日).  オリジナルの2021年8月22日時点におけるアーカイブ。 2021年8月22日閲覧。
3. ↑  “跳台滑草奥运积分模拟赛举办 宋祺武稳获第一”. 新浪體育. (2021年10月23日).  オリジナルの2021年8月22日時点におけるアーカイブ。 2021年8月22日閲覧。
4. ↑  许付磊 (2021年3月7日). “河北涞源：宋祺武再获男子大跳台冠军”. 長城網.  オリジナルの2021年8月22日時点におけるアーカイブ。 2021年8月22日閲覧。